# Maksymilian Szuber
Maksymilian „Max“ Szuber (* 25. August 2002 in Opole) ist ein deutsch-polnischer Eishockeyspieler, der seit Juli 2024 bei den Utah Mammoth aus der National Hockey League (NHL) unter Vertrag steht und für deren Farmteam, die Tucson Roadrunners, in der American Hockey League (AHL) auf der Position des Verteidigers spielt. Zuvor war Szuber zwei Jahre beim EHC Red Bull München in der Deutschen Eishockey Liga (DEL) aktiv, mit dem er im Jahr 2023 die Deutsche Meisterschaft gewann.

## Karriere

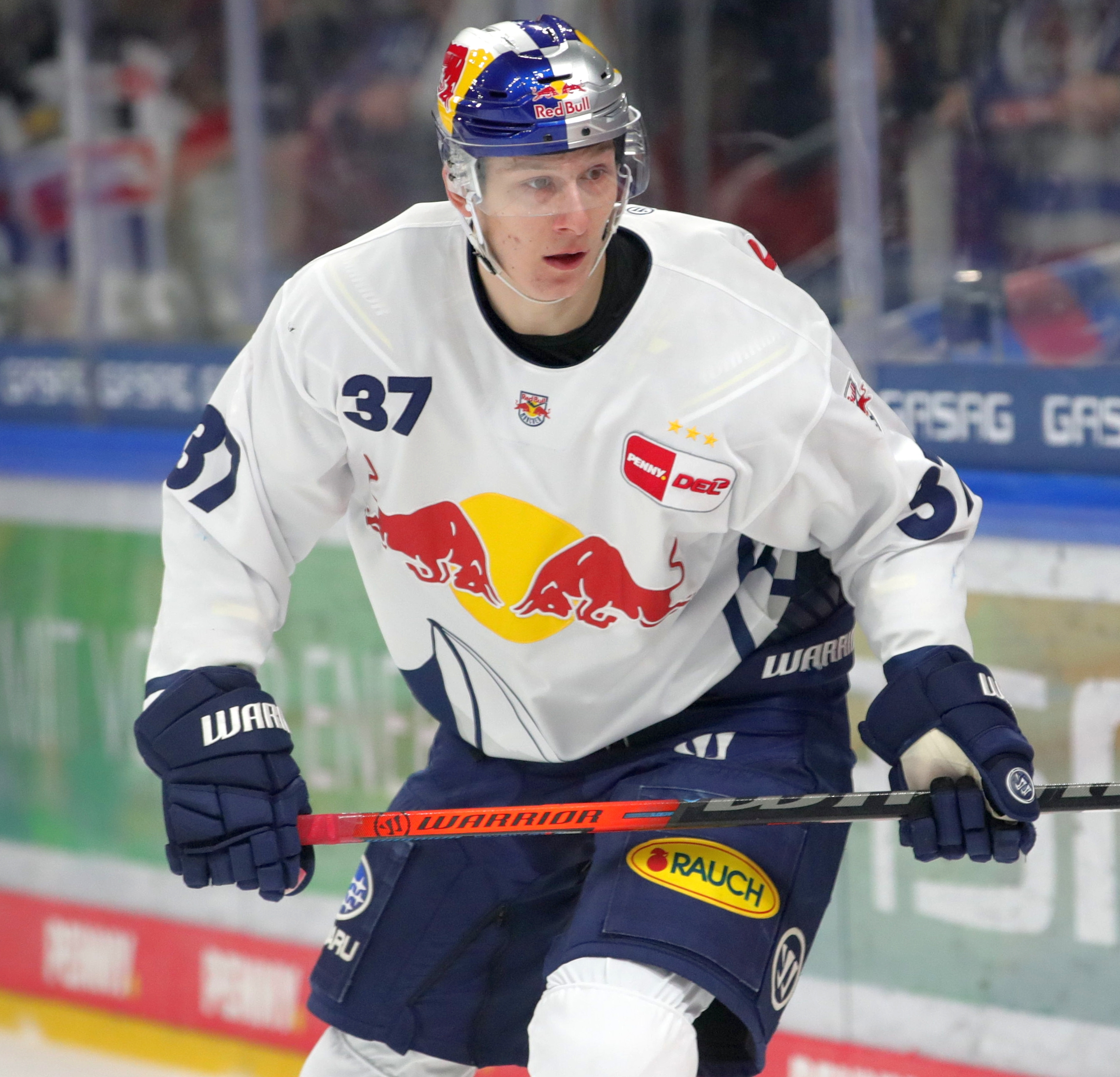
Szuber im Trikot des EHC Red Bull München (2023)

Szuber, der im polnischen Opole geboren wurde, entstammt dem Nachwuchs der Düsseldorfer EG. Dort spielte der Verteidiger bis zu den U14-Junioren, ehe er im Sommer 2016 an die RB Hockey Akademie des österreichischen Vereins EC Red Bull Salzburg wechselte. In der von der Red Bull GmbH unterstützten Akademie verbrachte der Deutsch-Pole insgesamt fünf Jahre und gewann während dieser Zeit mit dem Team im Jahr 2017 die Meisterschaft der Erste Bank Juniors League (EBJL). Parallel zum Spielbetrieb in der EBJL und Erste Bank Young Stars League waren die Mannschaften der Akademie auch in den Nachwuchsligen des Nachbarlandes Tschechien aktiv. Die Saison 2020/21 bestritt Szuber mit der zweiten Mannschaft des EC Red Bull Salzburg, den RB Hockey Juniors, in der Alps Hockey League. Zudem stand das Talent auf Leihbasis in zwei Partien für den Kooperationspartner EHC Red Bull München in der Deutschen Eishockey Liga (DEL) auf dem Eis.
Die Münchener sicherten sich schließlich zur Saison 2021/22 die Dienste des Defensivspielers, der auf Anhieb zum Stammspieler avancierte. Mit einer Förderlizenz ausgestattet kam er zudem zu drei Einsätzen für den SC Riessersee in der drittklassigen Oberliga. Seine Leistungen führten in der Folge dazu, dass er im NHL Entry Draft 2022 in der sechsten Runde an 163. Position von den Arizona Coyotes aus der National Hockey League (NHL) ausgewählt wurde. Er blieb dennoch zunächst beim EHC in München und gewann mit dem Team am Ende der Spielzeit 2022/23 die Deutsche Meisterschaft. Anfang Mai erhielt Szuber einen NHL-Einstiegsvertrag mit einer Laufzeit von drei Jahren bei den Coyotes. Er absolvierte daraufhin die Vorbereitung auf das Spieljahr 2023/24 in Nordamerika und wurde zum Saisonbeginn zum Farmteam Tucson Roadrunners in die American Hockey League (AHL) geschickt. Gegen Ende der Saison wurde er – nach konstanten Leistungen in Tucson – im April 2024 erstmals in den NHL-Kader der Arizona Coyotes berufen. Anschließend gingen seine Transferrechte im Sommer 2024 an den Utah Hockey Club über, der die Geschäfte der Arizona Coyotes nach deren Auflösung übernahm und sich im Mai 2025 in Utah Mammoth umbenannte.

### International

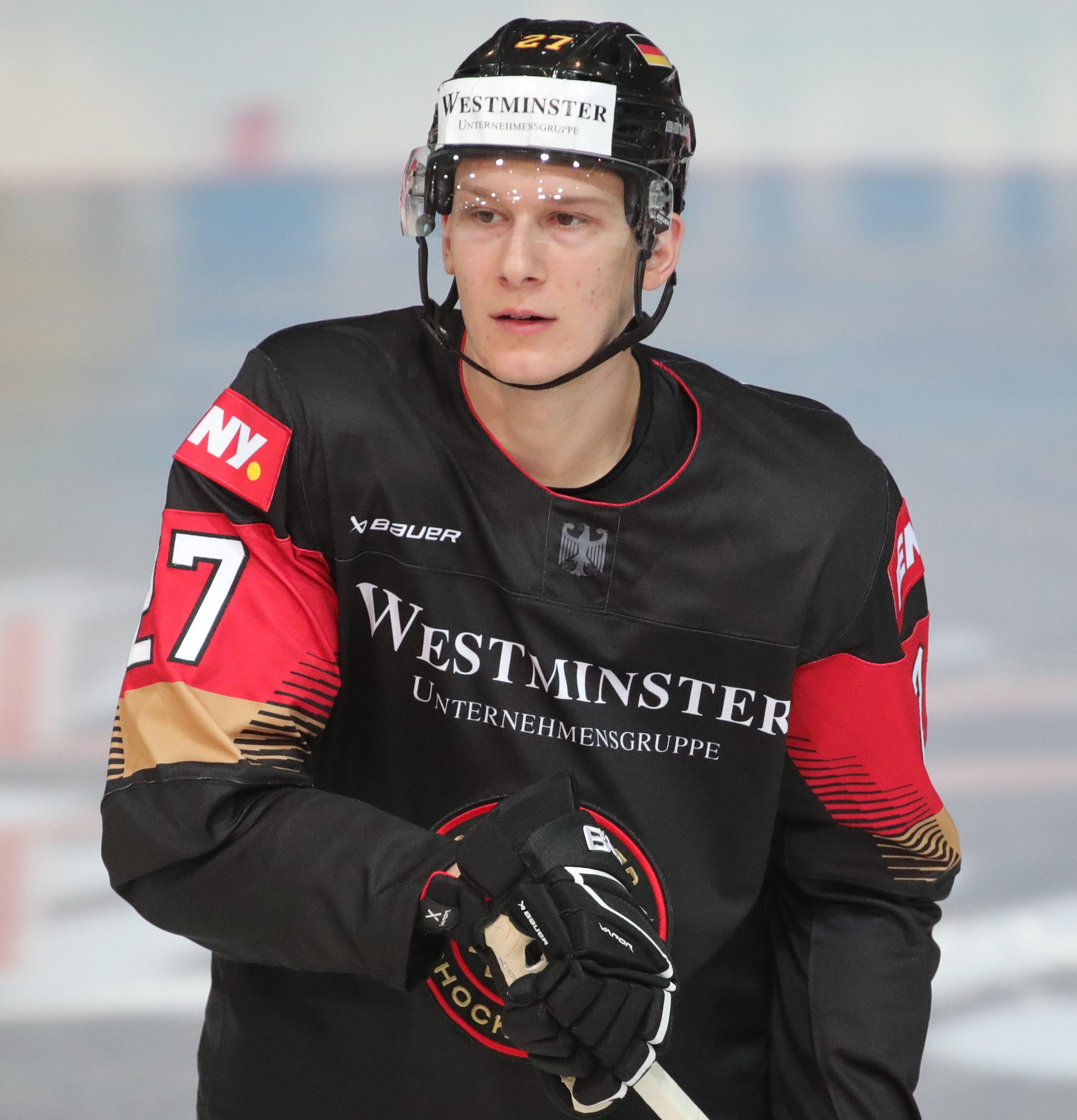
Szuber als Spieler der deutschen Nationalmannschaft (2023)

Auf internationaler Ebene kam Szuber bereits ab der Spielzeit 2017/18 für die Juniorennationalmannschaften des Deutschen Eishockey-Bundes zu Einsätzen. So bestritt er zunächst die U18-Junioren-Weltmeisterschaft der Division IA 2019, bei der der deutschen U18-Nationalmannschaft der Wiederaufstieg in die Top-Division gelang. Er selbst wies mit einer Bilanz von +11 den besten Plus/Minus-Wert unter allen Turnierspielern auf. In der Folge absolvierte der Verteidiger die U20-Junioren-Weltmeisterschaften der Jahre 2021 und 2022, bei der die deutschen U20-Auswahl jeweils den sechsten Platz belegte. Dazwischen hatte er auch zum Aufgebot bei der abgebrochenen U20-Junioren-Weltmeisterschaft im Dezember 2021 gehört.
Sein Debüt in der A-Nationalmannschaft gab Szuber in der Vorbereitung auf die Weltmeisterschaft 2023, an der er schließlich auch teilnahm. Im Rahmen der Welttitelkämpfe errangen die Deutschen die Silbermedaille. Dazu steuerte der Abwehrspieler einen Treffer bei. In den Jahren 2024 und 2025 folgten erneute Teilnahmen des Verteidigers.

## Erfolge und Auszeichnungen
- 2018 EBJL-Meister mit der RB Hockey Akademie
- 2023 Deutscher Meister mit dem EHC Red Bull München

### International
- 2019 Aufstieg in die Top-Division bei der U18-Junioren-Weltmeisterschaft der Division IA
- 2019 Beste Plus/Minus-Wertung der U18-Junioren-Weltmeisterschaft der Division IA
- 2023 Silbermedaille bei der Weltmeisterschaft

## Karrierestatistik
Stand: Ende der Saison 2024/25

### International
Vertrat Deutschland bei:
| - U18-Junioren-Weltmeisterschaft der Division IA 2019 - U20-Junioren-Weltmeisterschaft 2021 - abgebr. U20-Junioren-Weltmeisterschaft 2022 - U20-Junioren-Weltmeisterschaft 2022 | - Weltmeisterschaft 2023 - Weltmeisterschaft 2024 - Weltmeisterschaft 2025 |

(Legende zur Spielerstatistik: Sp oder GP = absolvierte Spiele; T oder G = erzielte Tore; V oder A = erzielte Assists; Pkt oder Pts = erzielte Scorerpunkte; SM oder PIM = erhaltene Strafminuten; +/− = Plus/Minus-Bilanz; PP = erzielte Überzahltore; SH = erzielte Unterzahltore; GW = erzielte Siegtore; 1 Play-downs/Relegation; Kursiv: Statistik nicht vollständig)